# Mutatocoptops anancyloides
Mutatocoptops anancyloides är en skalbaggsart som först beskrevs av Schwarzer 1925.  Mutatocoptops anancyloides ingår i släktet Mutatocoptops och familjen långhorningar.
Artens utbredningsområde är:
- Laos.
- Taiwan.

Inga underarter finns listade i Catalogue of Life.